# Shrek: Hassle at the Castle
Shrek är ett 2D-fightingspel, släppt för Game Boy Advance. Den är baserad på filmen Shrek, och innehåller karaktärer från filmen. Spelet handling kommer från filmen, där Shrek, Princess Fiona och Shrek sällskap, Åsna. De reser genom olika kapitel i spelet, som representerar olika delar av filmen. Det är det enda spelet i serien som följer den första filmens plot. Ett år senare släpptes en uppföljare, kallad Shrek: Reekin' Havoc.